# Liste der Monuments historiques in Plounévez-Quintin
Die Liste der Monuments historiques in Plounévez-Quintin führt die Monuments historiques in der französischen Gemeinde Plounévez-Quintin auf.

## Liste der Bauwerke
| Bezeichnung                  | Beschreibung | Standort | Kennzeichnung | Schutzstatus | Datum | Bild           |
| ---------------------------- | ------------ | -------- | ------------- | ------------ | ----- | -------------- |
| Kirche St-Pierre             |              | (Lage)   | PA00089514    | Inscrit      | 1964  | weitere Bilder |
| Kapelle St-Colomban          |              | (Lage)   | PA00089513    | Inscrit      | 1964  | weitere Bilder |
| Kapelle Notre-Dame in Kerhir |              | (Lage)   | PA00089512    | Inscrit      | 1964  | weitere Bilder |

## Liste der Objekte

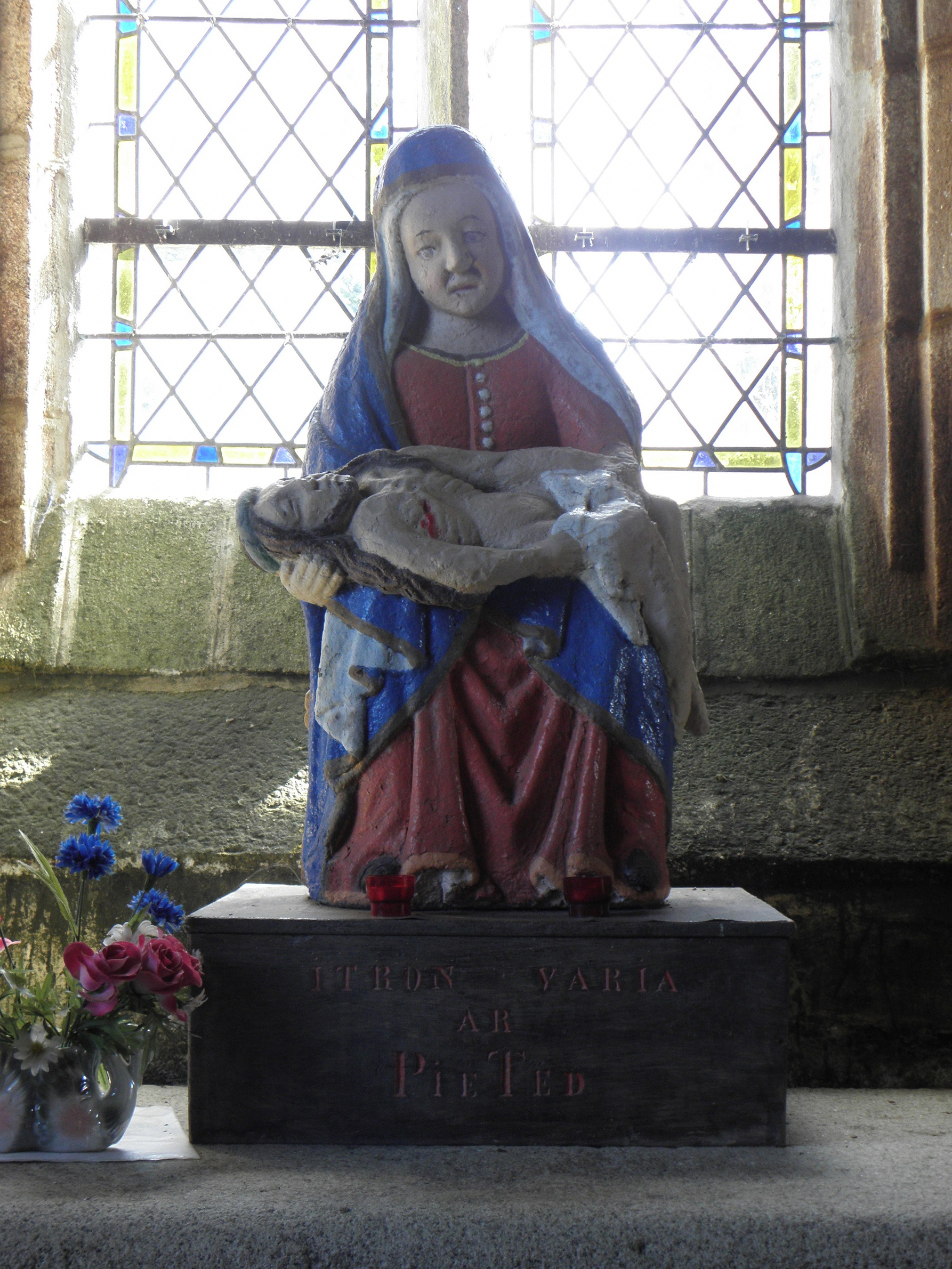
Pietà (16. Jahrhundert) in der Kapelle St-Colomban

- Monuments historiques (Objekte) in Plounévez-Quintin in der Base Palissy des französischen Kultusministeriums